# Henry H. Arnold
Henry Harley Arnold, kallad "Hap" Arnold, född 25 juni 1886 i Gladwyne i Montgomery County, Pennsylvania, död 15 januari 1950 i Sonoma, Kalifornien, var en amerikansk general och flygmilitär. 
Arnold var chef för USA:s flygstridskrafter under andra världskriget som då var en del av armén.

## Biografi
Arnold genomgick officersutbildning vid United States Military Academy fick sin officersfullmakt i USA:s armé 1907, med infanteriet som truppslag. Han sändes snart därefter till ockupationstrupperna på Filippinerna. 1911 gick han i bröderna Wrights flygskola och fick placering i signaltruppernas flygkår. Till sin besvikelse deltog han inte i första världskriget, men gjorde snabb karriär inom de växande flygtrupperna. 
1938 blev Arnold chef för arméns flygkår (United States Army Air Corps, från juni 1941 United States Army Air Forces). Därmed kom han att leda det amerikanska arméflyget, under en enorm tillväxttid. Exempelvis växte flygplansproduktionen från 6 000 plan 1940 till 75 000 plan 1945. 1935 bestod flygvapnet av 21 000 man, 1945 av 2 500 000 man. Arnold och hans brittiska kolleger hade olika syn på vilken metod som skulle användas för bombning av Nazityskland. Britterna med Harris i spetsen förespråkade ytbombning nattetid och Arnold precisionsbombning dagtid. Vid Casablancakonferensen bestämdes att båda metoderna skulle användas. Amerikanarna hade dock stora förluster till dess att jaktplan med tillräcklig räckvidd för att eskortera bombplanen fanns tillgängliga.
Arnold blev general 1943 och femstjärnig general, General of the Army i december 1944. Han var chef för arméns flygvapen 1942–1946. Under de sista krigsmånaderna hämmades hans ledarskap av ett antal hjärtattacker. Han avgick från aktiv tjänstgöring i juni 1946. 
USA:s flygvapen (United States Air Force) bildades genom National Security Act of 1947 och Arnold utsågs därefter 1949 till USA:s förste och hittills ende femstjärnige flyggeneral, General of the Air Force.
Den 14 mars 1927 deltog Henry H. "Hap" Arnold i etableringen av Pan American Airways Incorporated, "Pan Am". Han var även medgrundare till Rand Corporation.
År 1949 gav Arnold ut sina memoarer Global Mission.

## Utmärkelser
- Distinguished Flying Cross,  1937[3]
- Distinguished Service Medal,  oktober 1942[3]
- Collier-trofén,  1943[3]
- Air Medal,  mars 1943[3]
- Distinguished Service Medal,  25 oktober 1945[3]
- Distinguished Service Medal,  26 juni 1946[3]
- Storkorset av Oranien-Nassauorden,  14 december 1946[3]
- National Aviation Hall of Fame,  1967[4]
- Chilenska förtjänstorden
- Boyacaorden
- Storkors av Hederslegionen
- Södra korsets orden
- Ouissam Alaouite-orden
- Italiens militärorden
- Moln och baner-orden
- Brasiliens flygförsvarsförtjänstorden
- Mexikanska Aztekiska Örnorden
- Riddare med storkors av Bathorden[3]
- Storkors av Ouissam Alaouite-orden
- Peruanska Solorden
- Croix de Guerre
- Vasco Núñez de Balboas orden
- Kungliga Svärdsorden
- World War II Victory Medal[3]
- Storkors av Georg I:s orden
- Storkors av Kronorden
- Storkors av Södra korsets orden
- Legion of Merit
- European-African-Middle Eastern Campaign Medal[3]
- Tjeckiska Segermedaljen
- Asiatic-Pacific Campaign Medal[3]
- Legionär av Legion of Merit
- American Campaign Medal[3]

[Redigera Wikidata]